# 湖泉镇
湖泉镇是中华人民共和国湖南省娄底市涟源市下辖的一个镇。2019年7月26日，将石马山镇辖区内的拖坪、黄栗、石门新村、古泉、湖泉、川门、关桥、双力、雷峰、塘冲、温江等11个建制村和桥头河镇辖区内的大水、中石、石狗、曹家、新光等5个建制村组建成湖泉镇。

## 行政区划
湖泉镇下辖以下村级行政区划单位：
湖泉村、雷峰村、拖坪村、黄栗村、双力村、关桥村、川门村、温江村、石门新村、古泉村、塘冲村、新光村、石狗村、大水村、曹家村、中石村。